# Radivoje Manić
Radivoje Manić (ur. 16 stycznia 1972) – serbski piłkarz, reprezentant kraju.

## Kariera reprezentacyjna
W reprezentacji Jugosławii zadebiutował w 1997.

## Statystyki
| Reprezentacja Jugosławii | Reprezentacja Jugosławii | Reprezentacja Jugosławii |
| Rok                      | Mecze                    | Gole                     |
| ------------------------ | ------------------------ | ------------------------ |
| 1997                     | 1                        | 0                        |
| Razem                    | 1                        | 0                        |